# Elsa Moberg
Elsa Maria Moberg, född 30 juni 1889 i Lysekil i Bohuslän, död 20 november 2001 i Högalids församling i Stockholm, var med en ålder av 112 år och 143 dagar den äldsta svensken någonsin tills Astrid Zachrison 6 oktober 2007 slog detta rekord. Moberg gifte sig 1933 men hade inga barn. Hon var skohandlare i Lysekil till 82 års ålder. Hon bodde i Borgerskapets änkehus i Stockholm under de sista 20 åren i sitt liv.